# سیما بینا
سیما بینا (زاده ۱۴ دی ۱۳۲۳) نوازنده، نقاش، پژوهشگر، آهنگساز و خوانندهٔ آوازها و ترانه‌های محلی ایرانی است. او از کودکی در کنار احمد بینا پدری که استاد موسیقی سنتی و شاعر و آهنگساز ترانه‌های اولیه او بود، رشد کرد. هر چند وی تحقیقات بسیاری در مورد موسیقی نواحی ایران داشته و چندین آواز از آنها را اجرا کرده‌است اما شناخت وی بیشتر روی موسیقی محلی خراسان متمرکز است.

## زندگی

سیما بینا در کنار یک زن چوپان خراسان جنوبی

سیما بینا در شهر خوسف از استان خراسان جنوبی به دنیا آمد. نام مادرش پوراندخت ایران‌نژاد (اهل سیرجان) و پدرش احمد بینا بود. سیما در کنار پدری که استاد موسیقی سنتی و شاعر و آهنگساز ترانه‌های اولیه او بود، رشد کرد.
او از سن ۹ سالگی خوانندگی را در رادیو ایران آغاز کرد. ردیف موسیقی ایرانی و تکنیک‌های آوازی را نزد استادانی چون محمد ابراهیم مالکی (استاد موسیقی سنتی خراسان جنوبی)، موسی‌خان معروفی و نصرالله زرین‌پنجه فراگرفت. چون اهل بیرجند بود، این شهر پایگاه اولین پژوهش‌ها و جستجوهای وی از نظر ترانه‌ها و آهنگ‌های محلی قرار گرفت. در واقع اکثر ترانه‌هایی که سیما بینا اجرا کرده، ترانه‌های محلی بیرجند و اطرافش بوده‌است که امروزه به خراسان جنوبی معروف است.
سیما بینا پس از فارغ‌التحصیلی از دانشکده هنرهای زیبای دانشگاه تهران در رشتهٔ نقاشی در سال ۱۳۴۹ به تحصیل موسیقی ایرانی و ردیف را نزد عبدالله دوامی و محمدابراهیم مالکی ادامه داد. او پس از سال ۱۳۵۷ در کنار تدریس موسیقی و آواز با همراهی محمدابراهیم مالکی به پژوهش و گردآوری ترانه‌های محلی ایرانی و بازنویسی آهنگ‌های مردمی و روستایی، به‌ویژه موسیقی‌های محلی زادگاهش خراسان، پرداخته‌است. او با سفر به دورافتاده‌ترین نواحی در سرتاسر این ناحیه توانسته‌است مجموعه‌ای از ترانه‌ها و آهنگ‌های کمیاب و تقریباً فراموش‌شده را جمع‌آوری کند. از سال ۱۳۷۲ سیما بینا برای ارائهٔ گنجینهٔ یافته‌هایش در موسیقی محلی ایرانی به جشنواره‌های موسیقی در کشورهای گوناگون دعوت شده‌است.
او نخستین زنی است که پس از انقلاب ۱۳۵۷ کلاس تعلیم آواز دایر کرد. همچنین نخستین زنی بود که در تالار وحدت به اجرای کنسرت پرداخت. از سال ۱۹۹۳ میلادی تا به امروز به جشنواره‌های جهانی دعوت شده و موسیقی محلی ایران را به گوش علاقه‌مندان رسانده‌است.
کتاب «لالایی‌های ایران» حاصل سی سال پژوهش در سفرهای سیما بینا به شهرها وروستاهای مختلف و ملاقات با مادران پیر و جوان ایرانی است.

## آلبوم‌ها

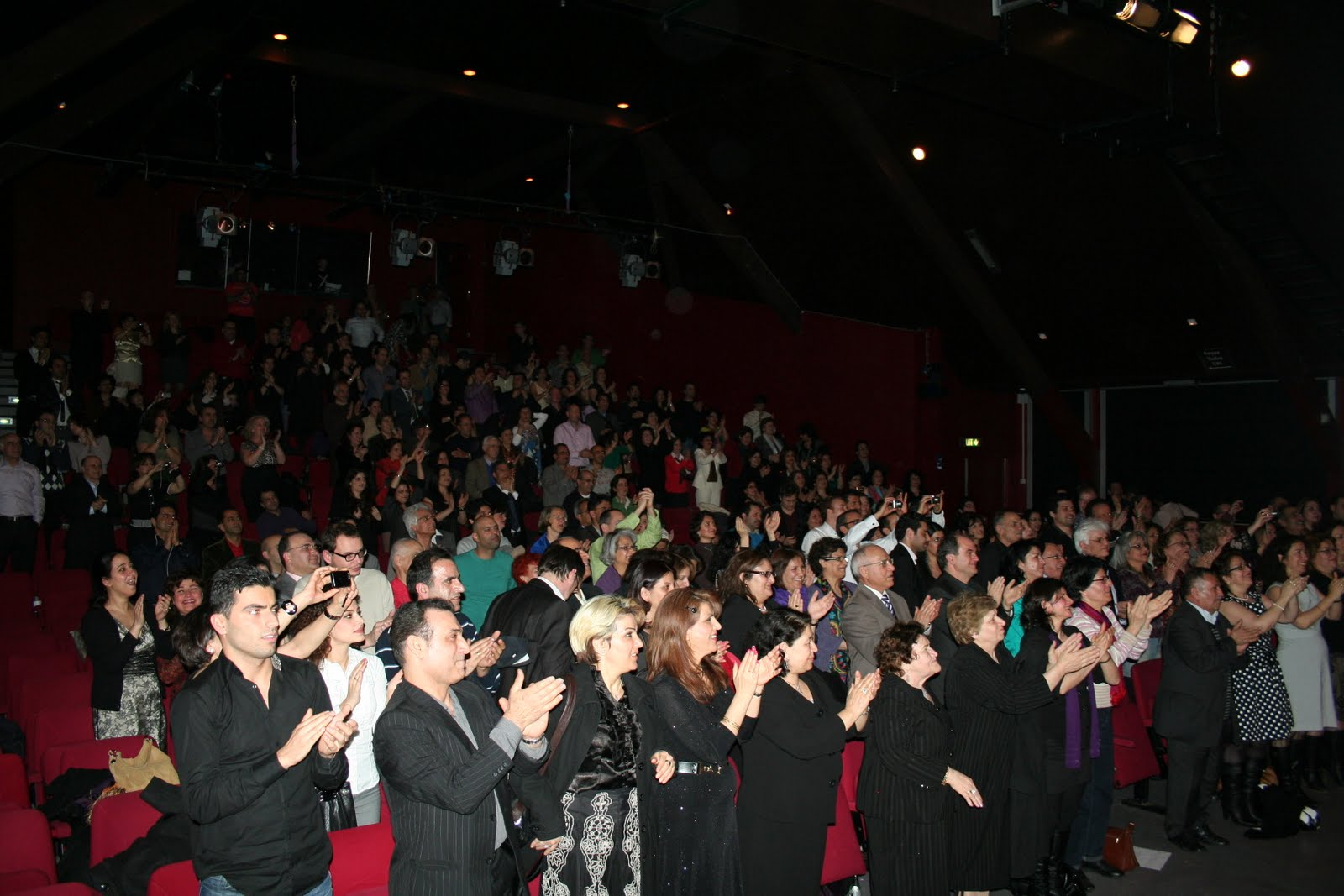
ابراز احساسات مردم برای سیما بینا در کنسرت نوروزی او در هلند (۲۰۱۰)

- همدلان
- پریشان
- شولا
- نوایی نوایی
- درنا
- حنایی
- بانو جان
- کلاسیک پارسی
- زلفای یارم
- موسیقی جنوب خراسان
- موسیقی شمال خراسان
- عشق گل
- آوای صحرای۱
- آوای صحرای۲
- لاله‌زار
- دلبر
- گل سرخ
- افغانستان
- یا مولا

## برخی از آثار
برخی از آثار محبوب و پرفروش او عبارت‌اند از:
- جوونای قلعهٔ پیر
- ای بت چین ای صنم
- عزیز بنشین به کنارم
- بیا تا قدر یکدیگر بدانیم
- شاه صنم، زیبا صنم
- این یار منه که می‌رود سربالا (شفتالوفروش)
- چو مرغ شب خواندی و رفتی
- از خم زلفت دل شیدا شکست
- از این‌جا تا به بیرجند سه گداره
- دلبر
- تهیه و تنظیم آهنگ (آلبوم آستان جانان، محمدرضا شجریان ۱۳۶۲)
- بانو
- عزیزوم بهلوری ام
- ننه گل ممد
- دختر خاله گل ناز من[۳]

## زندگی شخصی
سیما بینا پس از پایان تحصیل با عزیزالله میتویی ازدواج کرد و ۲ فرزند پسر و دختر به دنیا آورد، اما زندگی مشترکشان به زودی پایان یافت. پسرش آرش میتویی نیز به گیتار (در سبک راک) علاقه‌مند شد. سیما بینا سال‌ها بعد با حسن زارع ازدواج کرد و گاهی در کلن به سر می‌برد و به تهیه آوازهای محلی مشغول است.

## شایعات مرگ
در اواخر تیرماه سال ۱۴۰۰ شایعات گسترده‌ای در شبکه‌های اجتماعی، به خصوص اینستاگرام، مبنی بر فوت وی در اثر ابتلا به بیماری کرونا منتشر شد. وی با انتشار ویدئویی از خودش در صفحهٔ اختصاصی‌اش شایعات منتشر شده را تکذیب کرد.